# Pechipogo barbalis
Pechipogo barbalis là một loài bướm đêm trong họ Noctuidae.